# Guyana zászlaja
Whitney Smith, a zászló tervezője a zöld színt választotta a háttérhez, mivel Guyana területének több mint kilencven százalékát erdőségek borítják. A vörös a lelkesedést és az áldozathozatalt jelképezi, amelyek a nemzetépítés folyamatát kísérik. A fekete sáv a kitartásra utal, amely a célok eléréséhez kell. Az „arany nyílhegy” a fényes jövőt jelképezi, amelyet Guyana népe az ásványkincsek kiaknázása révén kíván biztosítani. A fehér sáv az ország jelentős víztartalékait szimbolizálja.